# تپه روستای چال فخره
تپه روستای چال فخره مربوط به دوره اشکانیان - دوره ساسانیان است و در شهرستان ساوه، روستای چال فخره واقع شده و این اثر در تاریخ ۱۰ آذر ۱۳۵۴ با شمارهٔ ثبت ۱۲۱۱ به‌عنوان یکی از آثار ملی ایران به ثبت رسیده است.